# Eupelmus coccidivorus
Eupelmus coccidivorus är en stekelart som beskrevs av Charles Joseph Gahan 1924. Eupelmus coccidivorus ingår i släktet Eupelmus och familjen hoppglanssteklar. Inga underarter finns listade i Catalogue of Life.